# Karel van Lotharingen (1712-1780)

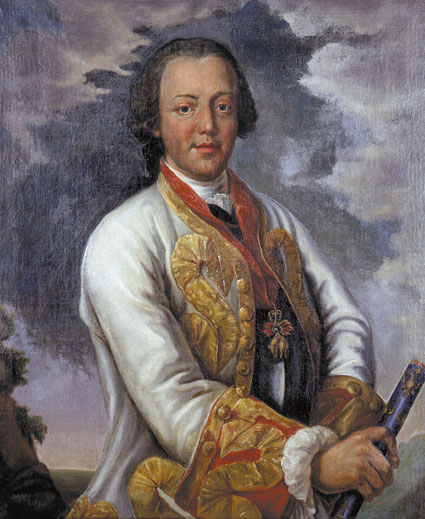
Karel van Lorreinen

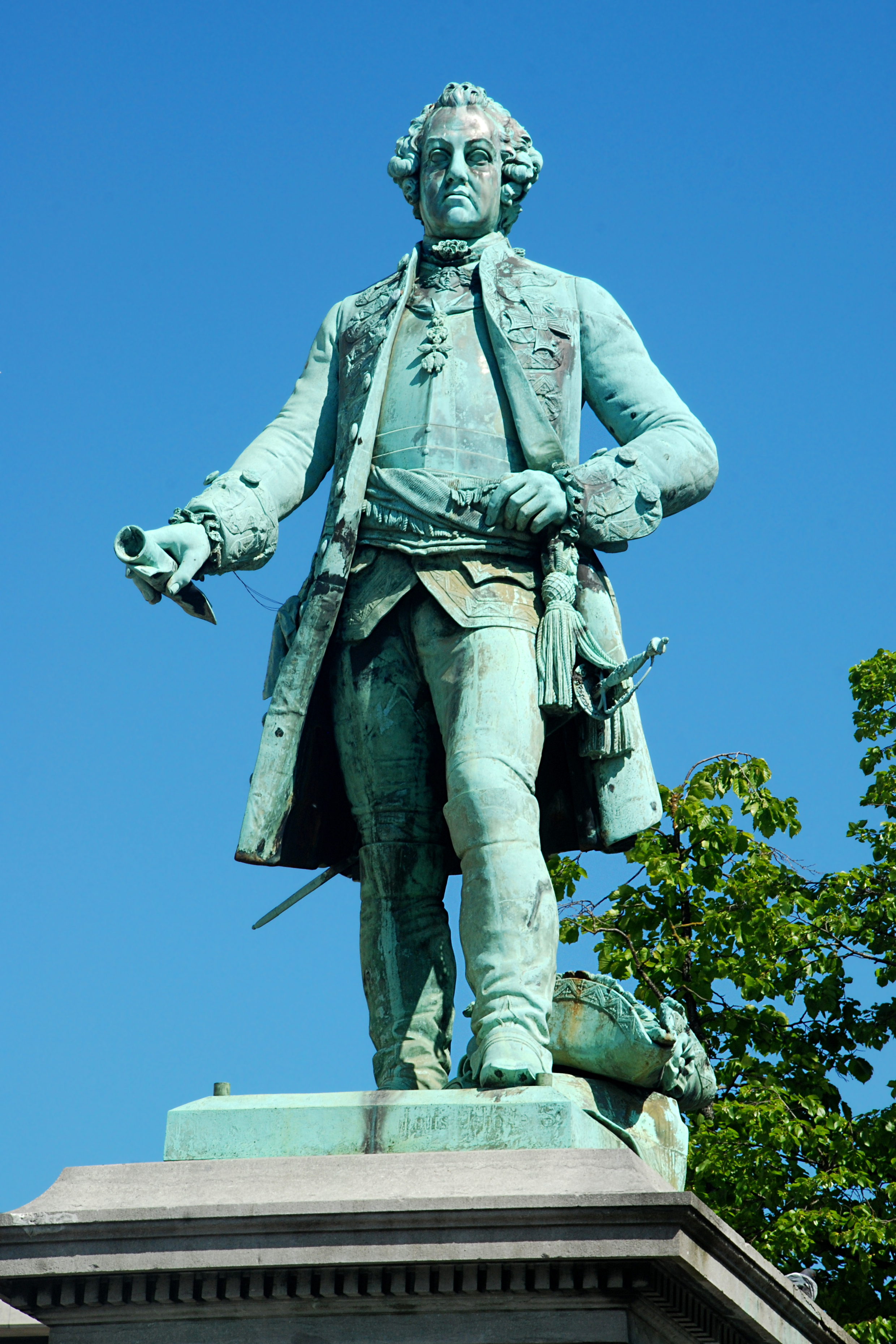
Standbeeld van Karel aan zijn paleis

Karel Alexander (Lunéville, 12 december 1712 – Tervuren, 4 juli 1780), hertog van Lotharingen en Bar, genoemd Karel van Lorreinen, was een Oostenrijks veldheer, filosoof, mecenas en landvoogd van de Zuidelijke Nederlanden tussen 1741-1744 en 1749-1780.
Als Gouverneur Generaal van de Nederlanden verwierf hij een goede reputatie met zijn wijze en zachte heerschappij.

## Biografie
Hij was een zoon van Leopold van Lotharingen en een broer van keizer Frans I Stefan, die in 1736 getrouwd was met keizerin Maria Theresia van Oostenrijk. Op vierjarige leeftijd had hij zijn eigen infanterieregiment en op zeventienjarige leeftijd werd hij ridder in de Orde van het Gulden Vlies (5 april 1729). Nadat zijn broer Franz-Stephan in 1736 met Maria Theresa trouwde, ging hij naar Wenen, waar hij op 6 augustus 1737 de rang van Wachtmeester-generaal ontving.
In 1737-1739 nam hij deel aan de oorlog met de Turken. Hij toonde uitstekende vechtkwaliteiten in de slag om Grotskaya (22 juli 1739) en redde door zijn acties de linkervleugel van de Oostenrijkers van een volledige nederlaag. Op 20 januari 1738 ontving hij de rang van veldmaarschalk-luitenant. Na de troonsbestijging van Maria Theresa werd hij op 22 november 1740 gepromoveerd tot veldmaarschalk.
Karel werd in 1741 landvoogd van de Zuidelijke Nederlanden als adjunct van aartshertogin Maria Elisabeth van Oostenrijk, maar verklaarde zich "verhinderd" om naar de Nederlanden af te reizen.
Begin 1744 trad hij in het huwelijk met aartshertogin Maria-Anna, zuster van Maria Theresia van Oostenrijk. Karel arriveerde op 26 maart 1744 in Brussel en nam zijn intrek in het Paleis van Nassau en op het kasteel van Tervuren. Hij verliet de stad echter reeds in mei van datzelfde jaar om het bevel te voeren over de Oostenrijkse leger dat aan de Rijn opereerde, terwijl zijn zwangere echtgenote alleen in Brussel achterbleef die de leiding had over de regering, bijgestaan door graaf Wenzel Anton von Kaunitz. Zijn vrouw stierf kort daarna in het kraambed na de bevalling van een doodgeboren meisje. Hij was pas 26 jaar oud. Karel hertrouwde niet. 
In 1745 bezetten de Fransen de stad Brussel omdat zij de erfopvolging van Maria-Theresia, die in 1740 Karel VI had opgevolgd, betwistten (Oostenrijkse Successieoorlog). Karel kwam pas terug op 23 april 1749, nadat de Vrede van Aken (18 oktober 1748) ook onderschreven was door Oostenrijk.
In Brussel liet hij omstreeks 1750 het Paleis van Nassau afbreken (op de kapel na) om plaats te maken voor het nieuwe paleis van Karel van Lotharingen.
Tijdens de Zevenjarige Oorlog (1756 - 1763) stond hij opnieuw tegenover zijn bekende tegenstander Frederik de Grote, koning van Pruisen. Dit keer verloor hij de veldslag van Praag en eveneens die van Leuthen op 5 december 1757.
Na de oorlog verliet hij het leger en keerde definitief terug naar de Nederlanden, waar hij zou blijven tot aan zijn dood in 1780. Hij herenigde zich in 1760 met zijn oude geliefde Béatrice du Han de Martigny, maar trouwen lag moeilijk vanwege standsverschil en omdat het voor de Europese stabiliteit beter was als hij geen nakomelingen had die aanspraak konden maken op het hertogdom Lotharingen. In 1761 werd Karel gekozen tot de lucratieve functie van grootmeester van de Duitse Orde - officieel bekend als de Ridders van de Duitse Broeders van het St. Maria's Hospital in Jeruzalem (Latijn: Ordo domus Sanctae Mariae Theutonicorum Ierosolimitanorum; Duits: Orden der Brüder vom Deutschen Haus Sankt Mariens in Jeruzalem - waardoor hij tot de geestelijke stand ging behoren. Deze functie bekleedde hij tot zijn dood.
In 1769 kreeg hij van graaf de Ferraris, directeur-generaal van de Artillerie in de Oostenrijkse Nederlanden, het voorstel om een kaart te laten maken van de volledige Oostenrijkse Nederlanden aangevuld met het Prinsbisdom Luik. De graaf zou het werk uiteindelijk uitvoeren tussen 1771 en 1778 in opdracht van keizerin Maria Theresia en keizer Jozef II. Het exemplaar van de zogeheten Kabinetskaart van de Oostenrijkse Nederlanden dat bestemd was voor landvoogd Karel Van Lotharingen, wordt vandaag bewaard in de Koninklijke Bibliotheek van België, enkele meters verwijderd van het Paleis van Karel van Lotharingen.
Karel legde op 12 februari 1776 de eerste steen van de abdijkerk van Sint-Jacob-Coudenberg in Brussel. 
Karel stierf in zijn kasteel van Tervuren een paar maanden vóór de keizerin. Hij werd begraven op 10 juli 1780 in de collegiale kerk van Sint-Goedele in Brussel. Hij was de laatste prins van het Huis van Lotharingen. Keizer Jozef II - die de nonchalance van zijn oom niet apprecieerde - bezocht het jaar daarop Tervuren en liet het kasteel tot de grond afbreken. De ruïnes zijn nog te vinden in het park van Tervuren.

## Wapenschild

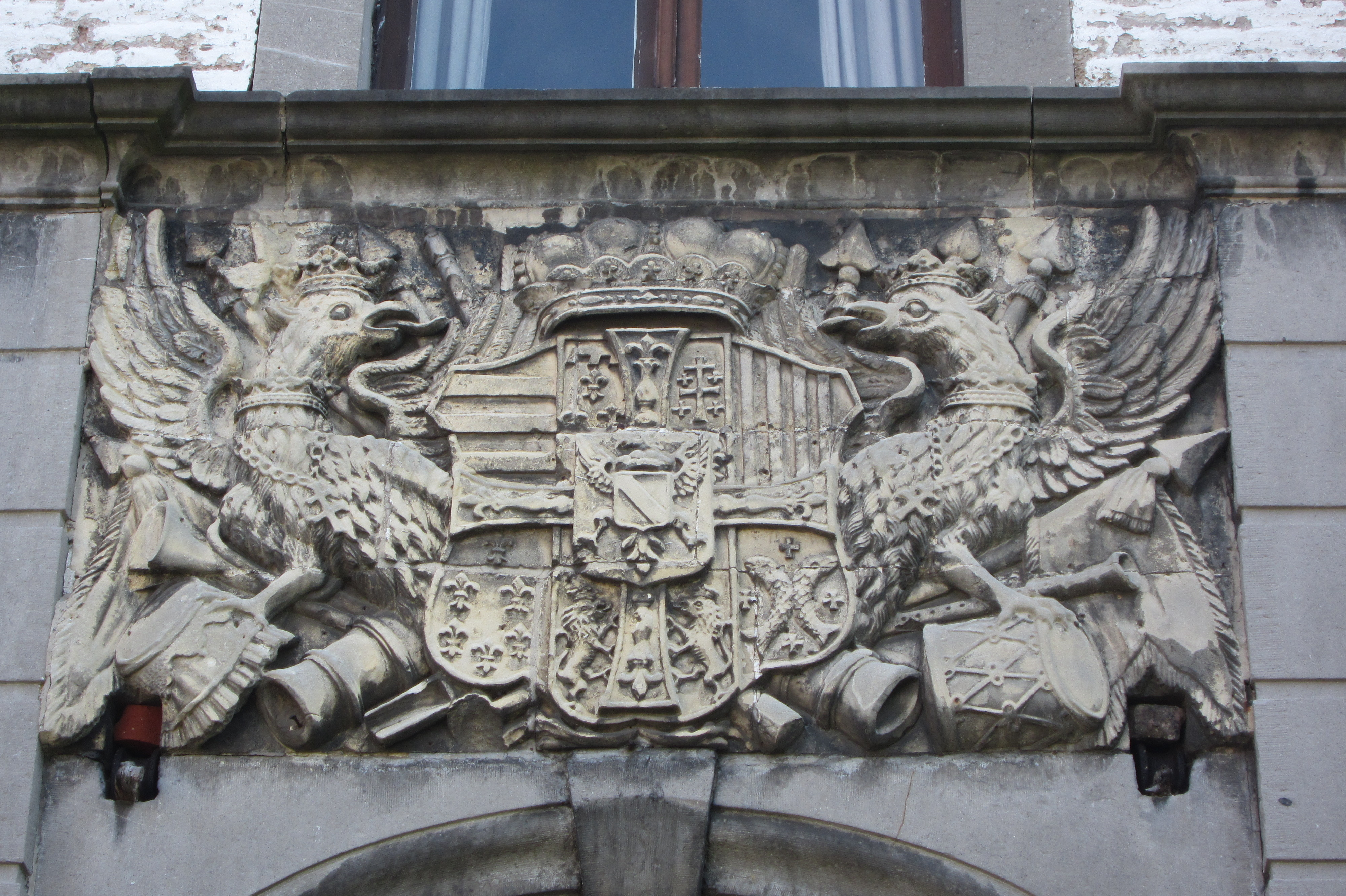
Hardstenen wapenschild grootmeester van de Duitse Orde Karel van Lotharingen aan de rentmeesterwoning te Diepenbeek

Het in hardsteen gehouwen wapenschild van de grootmeester prijkt boven de voordeur van de vroegere rentmeesterwoning van Diepenbeek, waar deze laatste dit ambt waarnam voor de landcommandeur van Alden Biesen.
 
Bij een hardstenen wapen geeft de bijzondere vorm van arcering de heraldische kleur weer. Het wapen is gekroond, gedeeld in vieren en doorsneden zodat het acht kwartieren omvat. Over deze acht kwartieren voerde de hertog als teken van zijn waardigheid als grootmeester van de Duitse Orde, een breedarmig kruis met zilveren zoom, beladen met een smal gouden kruis, eindigend op een lelie. In het gouden schildhart een adelaar van sabel: Lorreinen. De adelaar van sabel draagt in het middelpunt een gekroond gouden schild met een schuinbalk van keel. Twee gekroonde adelaars fungeren als schildhouders.

## Zijn betekenis voor kunst en cultuur

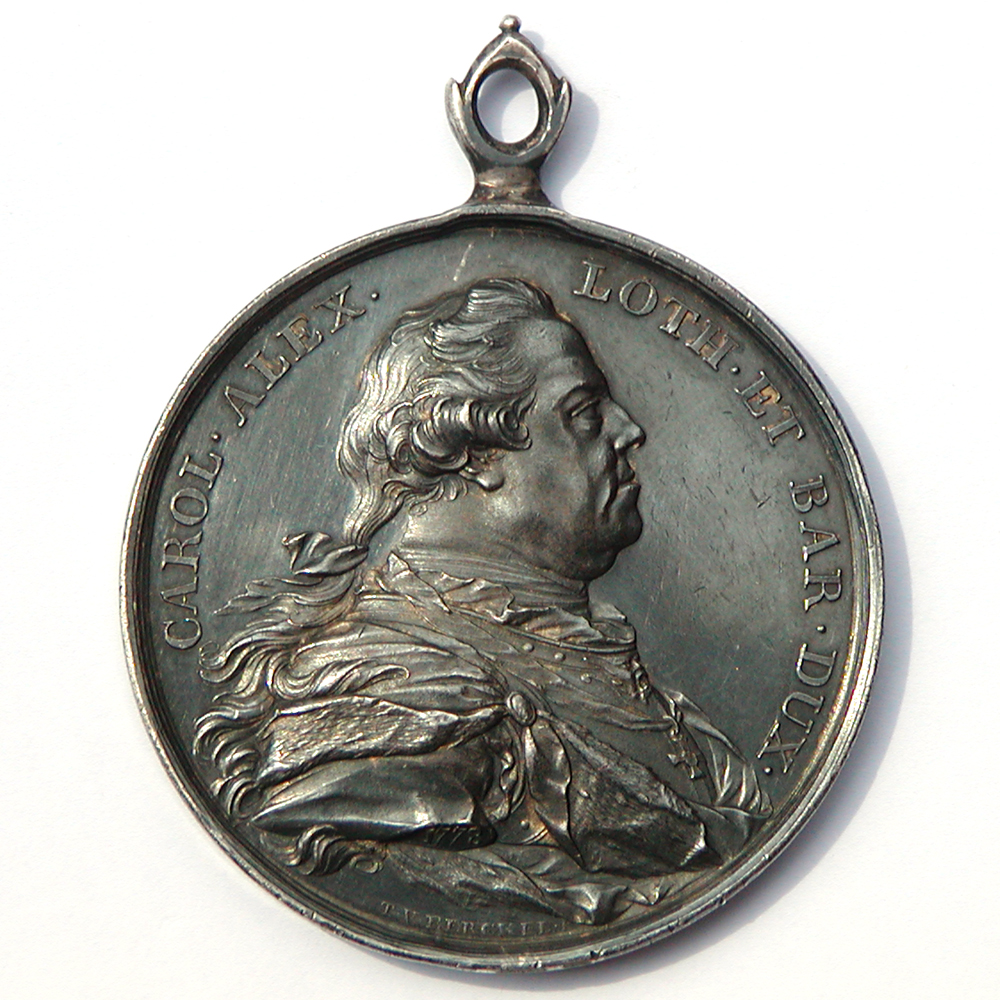
Medaille door Theodoor Victor van Berckel met de beeltenis van Karel van Lorreinen op latere leeftijd (1778)

Als landvoogd en militair bevelhebber is zijn betekenis eerder gering geweest maar hij was wel een geliefd figuur omdat hij hield van feesten, de goede dingen van het leven en hij kunst en cultuur in Brussel bevorderd heeft. Hertog Karel en gevolmachtigd minister Karl Johann Philipp Cobenzl stelden alles in het werk om jongelingen met talent, die hun werden voorgedragen, aan te moedigen en te helpen om weer tot een eigen Vlaamse kunst te komen. Voor beeldhouw- en schilderkunst werden jonge kunstenaars gevonden, die met subsidies gesteund, genegen waren hun studies voort te zetten. Karel werd bewonderd door de bevolking. Onder zijn bewind bloeiden de Oostenrijkse Nederlanden economisch weer op.
Voor de penningkunst werd de uit 's-Hertogenbosch afkomstige Theodoor Victor van Berckel aangetrokken.
Nog tijdens zijn leven kreeg Karel van Lorreinen twee standbeelden: het eerste is een ruiterstandbeeld in 1752 op de gevel van het Brouwershuis op de Grote Markt, en het tweede in 1774, midden op het Koningsplein in de bovenstad. Het laatste, in brons uitgevoerd, werd in 1794 door de Franse revolutionaire bezetters verwijderd en omgesmolten.
Tijdens zijn regering ontstond op het vroegere Balieplein een nieuw classicistisch juweeltje, het eerder vermelde Koningsplein. In de benedenstad werd het Sint-Michielsplein aangelegd (nu het Martelaarsplein) en bouwde men de Nieuwstraat uit.
Zijn residentie, het Paleis van Karel van Lorreinen te Brussel werd in 1757 gebouwd op de plek waar vroeger het paleis van Nassau stond. Het zou later de Koninklijke Bibliotheek worden. Het is thans ingericht als een museum (Museumplein 1, 1000 Brussel). Op het Museumplein staat ook een standbeeld voor hem.

## Vrijmetselaarschap
Jean de Win bewijst in zijn boek Bruxelles maconnique: Faux mystères et vrais symboles dat van Lotharingen geen vrijmetselaar geweest is. Dat dit zogenaamde feit sedert 1854 gemeengoed was, is volgens hem te wijten aan het boek van Adolphe Cordier uit dat jaar, L'Histoire de l'Ordre Maçonnique en Belgique. Hierin werd gesteld dat hij vrijmetselaar was op basis van zeer bedenkelijke bronnen. De Win ontkracht dit. Alle navolgende bronnen baseren zich steeds op de referentie van Cordier, tot op heden. Ook de loges die door hem zouden zijn opgericht, Saint-Charles Bruxelles en L'Unamimité Tournai zijn mythische creaties van Cordier.

## Voorouders
|  |                                                      |  |  |  |  |  |  |  |  |  |  |  |  |
|  | 8. Nicolaas II Hertog van Lotharingen en Bar         |  |  |  |  |  |  |  |  |  |  |  |  |
|  |                                                      |  |  |  |  |  |  |  |  |  |  |  |  |
|  |                                                      |  |  |  |  |  |  |  |  |  |  |  |  |
|  | 4. Karel V Hertog van Lotharingen en Bar             |  |  |  |  |  |  |  |  |  |  |  |  |
|  |                                                      |  |  |  |  |  |  |  |  |  |  |  |  |
|  |                                                      |  |  |  |  |  |  |  |  |  |  |  |  |
|  | 9. Claudia Francisca Prinses van Lotharingen         |  |  |  |  |  |  |  |  |  |  |  |  |
|  |                                                      |  |  |  |  |  |  |  |  |  |  |  |  |
|  |                                                      |  |  |  |  |  |  |  |  |  |  |  |  |
|  | 2. Leopold Hertog van Lotharingen en Bar             |  |  |  |  |  |  |  |  |  |  |  |  |
|  |                                                      |  |  |  |  |  |  |  |  |  |  |  |  |
|  |                                                      |  |  |  |  |  |  |  |  |  |  |  |  |
|  | 10. Ferdinand III Keizer van het Heilige Roomse Rijk |  |  |  |  |  |  |  |  |  |  |  |  |
|  |                                                      |  |  |  |  |  |  |  |  |  |  |  |  |
|  |                                                      |  |  |  |  |  |  |  |  |  |  |  |  |
|  | 5. Eleonora Aartshertogin van Oostenrijk             |  |  |  |  |  |  |  |  |  |  |  |  |
|  |                                                      |  |  |  |  |  |  |  |  |  |  |  |  |
|  |                                                      |  |  |  |  |  |  |  |  |  |  |  |  |
|  | 11. Eleonora Prinses van Mantua                      |  |  |  |  |  |  |  |  |  |  |  |  |
|  |                                                      |  |  |  |  |  |  |  |  |  |  |  |  |
|  |                                                      |  |  |  |  |  |  |  |  |  |  |  |  |
|  | 1. Karel Alexander Landvoogd van de Nederlanden      |  |  |  |  |  |  |  |  |  |  |  |  |
|  |                                                      |  |  |  |  |  |  |  |  |  |  |  |  |
|  |                                                      |  |  |  |  |  |  |  |  |  |  |  |  |
|  | 12. Lodewijk XIII Koning van Frankrijk               |  |  |  |  |  |  |  |  |  |  |  |  |
|  |                                                      |  |  |  |  |  |  |  |  |  |  |  |  |
|  |                                                      |  |  |  |  |  |  |  |  |  |  |  |  |
|  | 6. Filips Hertog van Orléans                         |  |  |  |  |  |  |  |  |  |  |  |  |
|  |                                                      |  |  |  |  |  |  |  |  |  |  |  |  |
|  |                                                      |  |  |  |  |  |  |  |  |  |  |  |  |
|  | 13. Anna Infante van Spanje                          |  |  |  |  |  |  |  |  |  |  |  |  |
|  |                                                      |  |  |  |  |  |  |  |  |  |  |  |  |
|  |                                                      |  |  |  |  |  |  |  |  |  |  |  |  |
|  | 3. Elisabeth Charlotte Prinses van Orléans           |  |  |  |  |  |  |  |  |  |  |  |  |
|  |                                                      |  |  |  |  |  |  |  |  |  |  |  |  |
|  |                                                      |  |  |  |  |  |  |  |  |  |  |  |  |
|  | 14. Karel I Lodewijk Paltsgraaf bij de Rijn          |  |  |  |  |  |  |  |  |  |  |  |  |
|  |                                                      |  |  |  |  |  |  |  |  |  |  |  |  |
|  |                                                      |  |  |  |  |  |  |  |  |  |  |  |  |
|  | 7. Liselotte Prinses bij de Rijn                     |  |  |  |  |  |  |  |  |  |  |  |  |
|  |                                                      |  |  |  |  |  |  |  |  |  |  |  |  |
|  |                                                      |  |  |  |  |  |  |  |  |  |  |  |  |
|  | 15. Charlotte Prinses van Hessen-Kassel              |  |  |  |  |  |  |  |  |  |  |  |  |
|  |                                                      |  |  |  |  |  |  |  |  |  |  |  |  |
|  |                                                      |  |  |  |  |  |  |  |  |  |  |  |  |